# شهرستان وودز (اکلاهما)
شهرستان وودز، اکلاهما (به انگلیسی: Woods County, Oklahoma) شهرستانی در ایالات متحده آمریکا است که در اکلاهما واقع شده‌است.

## خصوصیات
شهرستان وودز ۳٬۳۴۱ کیلومترمربع مساحت دارد.